# تی‌سی‌پی‌او
تی‌سی‌پی‌او (به انگلیسی: TCPO) یک ترکیب شیمیایی با شناسه پاب‌کم ۱۶۰۵۶۷ است. شکل ظاهری این ترکیب، پودر بلورین سفید است.
کاربرد فراوانی در نورتابی دارد

## ساخت
از ترکیب 2.4.6تری کلروفنل در حلال تولوئن واضافه کردن تر اتیل آمین به عنوان کاتالیزور و سپس افزودن اکسالیل کلرید